# Морита, Масакадзу
Масакадзу Морита (яп. 森田 成一 Морита Масакадзу, 21 октября 1972, Токио) — японский сэйю и актёр. В настоящий момент он работает на Aoni Production, а также является ведущим радиошоу Bleach B-Station. Морита наиболее известен благодаря роли Тидуса из игры Final Fantasy X и Ичиго Куросаки в аниме «Блич», за что получил награду «Лучший начинающий актер» на Seiyu Awards в 2007 году. По словам Тайто Кубо (автора манги «Блич»), Масакадзу Морита — очень энергичный, дружелюбный и открытый человек.

## Озвученные роли

### Аниме
- Akatsuki no Yona — Кидзя[3]
- Ace of Diamond — Коитиро Тамба
- Baccano! — Клэр Стенфилд
- BECK — Хёдо Масару
- Death Parade — Татэиси Юсукэ
- Hakkenden: Eight Dogs of the East (2013) — Хадзуки
- Kuroko's Basketball — Хаидзаки Сёго
- Kiniro no Corda — Кадзуки Хихара
- Mobile Suit Gundam SEED Destiny — Ауэль Нейдер
- Major — Тосия Сато
- One Piece — Марко
- Onmyou Taisenki — Якумо Ёсикава
- Rage of Bahamut: Genesis — Азазель
- Prince of Tennis — Тасиро
- Ring ni kakero — Рюдзи Таканэ
- Saint Seiya — Пегас Сэйя
- Sengoku Basara — Кэйдзи Маэда
- Sonic X — Взрослый Крис
- Tiger & Bunny — Барнаби Брукс Мл.
- World Trigger — Сюдзи Мива[4]
- Xenosaga: The Animation — Лейтенант Виргиль
- «Бакуман» — Кадзуя Хирамару
- «Блич» — Ичиго Куросаки, пустой Ичиго

### Видеоигры
- Bungo and Alchemist — Котаро Такамура
- Dissidia: Final Fantasy — Тидус
- Dynasty Warriors 5 — Pang De
- Final Fantasy VIII — Зелл Динкт
- Final Fantasy X — Тидус
- Final Fantasy X-2 — Тидус, Сюйин
- Genshin Impact — Тома
- Kingdom Hearts — Тидус
- Riviera: The Promised Land — Леда
- Sengoku Basara 2 — Кэйдзи Маэда
- Summon Night: Swordcraft Story 2 — Леки
- Tokimeki Memorial Girl’s Side: 2nd Kiss — Саэки Тэру
- Yo-Jin-Bo: The Bodyguards — Сирануй Ёдзабуро

### Drama CD
- Special A — Тадаси Карино